# Stratégie échiquéenne
Cet article utilise la notation algébrique pour décrire des coups du jeu d'échecs.

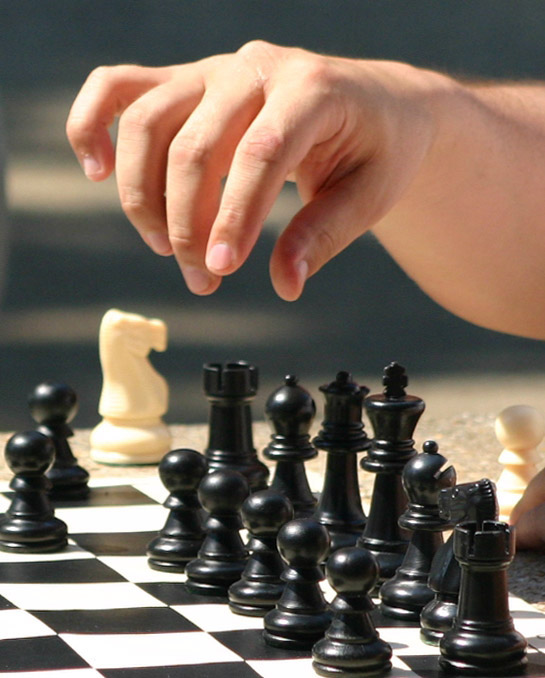
Un joueur d'échecs en train de jouer un coup.

La stratégie échiquéenne consiste en l'évaluation d'une position d'échecs et la définition du plan à long terme, auxquelles est subordonnée la tactique, qui imagine les coups à court terme permettant de réaliser ce plan. Pendant l'évaluation, le joueur doit prendre en considération la valeur des pièces sur l'échiquier, la structure de pions, la sécurité du roi, la position des pièces et le contrôle de cases-clés et de groupes de cases (comme les diagonales, les colonnes ouvertes, les cases blanches et noires), et les réponses possibles de l'adversaire.
La façon la plus simple d'évaluer une position est de compter la valeur totale du matériel des deux camps. Les valeurs des pièces, basées sur l'expérience, sont utilisées à cette fin. Habituellement, le pion est l'unité, le cavalier et le fou valent trois pions, la tour en vaut cinq, et la dame en vaut neuf. On estime parfois la combativité du roi en finale à quatre pions. Ces valeurs de base sont adaptées pour tenir compte d'autres facteurs tels que la position de la pièce (par exemple, des pions avancés ont normalement plus de valeur que des pions qui sont encore sur leur case initiale), la coordination entre les pièces (une paire de fous est normalement mieux coordonnée qu'un fou et un cavalier), et le type de position (les cavaliers sont généralement supérieurs dans les positions fermées, avec de nombreux pions, tandis que les fous sont plus efficaces dans les positions ouvertes).
Un autre facteur important est la structure de pions ou le squelette de pions. Les pions étant les pièces les moins mobiles, leur structure est relativement statique et détermine lourdement la nature stratégique de la position. Des faiblesses dans la structure de pion, comme un pion isolé, des pions doublés, un pion arriéré et des trous, une fois créées, sont des défauts habituellement permanents. Il faut donc prendre soin de ne pas créer ces faiblesses, à moins qu'elles soient compensées par un autre atout de valeur, comme la possibilité de développer une attaque.

## La valeur des pièces
L'avantage matériel est un aspect stratégique et tactique. En principe, posséder plus de pièces, ou un ensemble de pièces plus puissantes signifie avoir plus de chances de gagner. Une règle stratégique et tactique fondamentale consiste à capturer les pièces adverses tout en préservant les siennes.
Il n'existe pas de tableau absolu et précis pour indiquer la valeur des pièces, le meilleur moyen de s'en donner une idée est donc de les confronter les unes aux autres.
Les fous et les cavaliers sont appelés pièces légères. Un cavalier vaut à peu près autant qu'un fou, mais a moins de valeur qu'une tour. Théoriquement, le cavalier et le fou ont la même valeur. Selon Capablanca, le fou s'avèrera souvent meilleur tandis que la paire de fous l'emporte largement sur la paire de cavaliers. En tant que pièce à longue portée, un fou sera souvent plus utile dans une position ouverte, sans pions centraux pour bloquer le centre. Les cavaliers ont l'avantage dans les positions fermées.
Les tours et la dame sont appelées pièces lourdes. Fou et tour sont, selon Capablanca, plus forts que cavalier et tour, mais dame et cavalier peuvent gagner contre dame et fou. Deux tours ont un avantage léger sur une dame, mais deux tours valent moins qu'une paire de cavaliers accompagnée d'un fou, et encore moins que la paire de fous aidée d'un cavalier.
Trois pions seront probablement plus utiles en fin de partie qu'un cavalier, mais en milieu de partie, c'est le cavalier qui sera le plus puissant. D'après Capablanca, un cavalier ne vaut même pas trois pions tandis qu'un fou leur est supérieur. Dans le milieu de partie, un fou et un cavalier seront en général plus forts qu'une tour et un pion, mais cet effet s'inverse en finale.
À mesure que les pièces s'échangent et se raréfient sur l'échiquier, le cavalier perd de sa valeur tandis que celle de la tour augmente.
Le système habituel de calcul (indiqué surtout aux débutants) de la valeur des pièces est le suivant,, :
| Pièce    | Valeur |
| -------- | ------ |
| pion     | 1      |
| fou      | 3      |
| cavalier | 3      |
| tour     | 5      |
| dame     | 9      |
Avec un système comme celui-ci, échanger un cavalier ou un fou contre une tour crée un avantage de deux pions appelé la qualité. Bien entendu, ceci ne tient pas compte de la complexité de la position particulière et de la liberté des pièces impliquées, mais c'est un bon début. Le roi n'a pas de valeur spécifique (ou alors infinie) dans la mesure où sa capture signifie la fin de la partie.

## L'espace
Toutes autres choses étant égales, le camp qui contrôle le plus d'espace sur l'échiquier a l'avantage. Plus d'espace signifie plus de possibilités, qui peuvent être exploitées tactiquement et stratégiquement. Si toutes les pièces d'un joueur sont développées, et qu'il n'existe pas de menace tactique ou de plan à long terme prometteur, il pourrait tenter de trouver des coups qui augmentent l'influence de ses pièces, et plus particulièrement sur le centre. Dans l'ouverture, il se peut cependant qu'un camp concède un avantage d'espace temporaire pour mieux construire une contre-attaque en milieu de partie. C'est l'un des concepts de l'école hypermoderne.

## La défense des pièces
Il est important de défendre ses pièces même si elles ne subissent pas de menace directe. Ceci prévient des menaces possibles de l'adversaire. De même, s'il existe des pièces adverses non défendues, elles peuvent faire l'objet d'une attaque.

## L'attaque et la contre-attaque
|   | a | b | c | d | e | f | g | h |   |
| 8 | Tour noire sur case noire d8 · Tour noire sur case noire f8 · Roi noir sur case noire h8 · Dame blanche sur case noire e7 · Pion noir sur case noire g7 · Pion noir sur case noire b6 · Pion noir sur case noire h6 · Pion noir sur case noire a5 · Pion noir sur case noire c5 · Cavalier noir sur case blanche c4 · Pion blanc sur case blanche e4 · Dame noire sur case noire f4 · Pion blanc sur case noire c3 · Pion blanc sur case blanche f3 · Cavalier blanc sur case noire g3 · Pion blanc sur case blanche a2 · Pion blanc sur case noire b2 · Tour blanche sur case noire d2 · Pion blanc sur case blanche g2 · Pion blanc sur case noire h2 · Roi blanc sur case noire c1 · Tour blanche sur case blanche d1 | Tour noire sur case noire d8 · Tour noire sur case noire f8 · Roi noir sur case noire h8 · Dame blanche sur case noire e7 · Pion noir sur case noire g7 · Pion noir sur case noire b6 · Pion noir sur case noire h6 · Pion noir sur case noire a5 · Pion noir sur case noire c5 · Cavalier noir sur case blanche c4 · Pion blanc sur case blanche e4 · Dame noire sur case noire f4 · Pion blanc sur case noire c3 · Pion blanc sur case blanche f3 · Cavalier blanc sur case noire g3 · Pion blanc sur case blanche a2 · Pion blanc sur case noire b2 · Tour blanche sur case noire d2 · Pion blanc sur case blanche g2 · Pion blanc sur case noire h2 · Roi blanc sur case noire c1 · Tour blanche sur case blanche d1 | Tour noire sur case noire d8 · Tour noire sur case noire f8 · Roi noir sur case noire h8 · Dame blanche sur case noire e7 · Pion noir sur case noire g7 · Pion noir sur case noire b6 · Pion noir sur case noire h6 · Pion noir sur case noire a5 · Pion noir sur case noire c5 · Cavalier noir sur case blanche c4 · Pion blanc sur case blanche e4 · Dame noire sur case noire f4 · Pion blanc sur case noire c3 · Pion blanc sur case blanche f3 · Cavalier blanc sur case noire g3 · Pion blanc sur case blanche a2 · Pion blanc sur case noire b2 · Tour blanche sur case noire d2 · Pion blanc sur case blanche g2 · Pion blanc sur case noire h2 · Roi blanc sur case noire c1 · Tour blanche sur case blanche d1 | Tour noire sur case noire d8 · Tour noire sur case noire f8 · Roi noir sur case noire h8 · Dame blanche sur case noire e7 · Pion noir sur case noire g7 · Pion noir sur case noire b6 · Pion noir sur case noire h6 · Pion noir sur case noire a5 · Pion noir sur case noire c5 · Cavalier noir sur case blanche c4 · Pion blanc sur case blanche e4 · Dame noire sur case noire f4 · Pion blanc sur case noire c3 · Pion blanc sur case blanche f3 · Cavalier blanc sur case noire g3 · Pion blanc sur case blanche a2 · Pion blanc sur case noire b2 · Tour blanche sur case noire d2 · Pion blanc sur case blanche g2 · Pion blanc sur case noire h2 · Roi blanc sur case noire c1 · Tour blanche sur case blanche d1 | Tour noire sur case noire d8 · Tour noire sur case noire f8 · Roi noir sur case noire h8 · Dame blanche sur case noire e7 · Pion noir sur case noire g7 · Pion noir sur case noire b6 · Pion noir sur case noire h6 · Pion noir sur case noire a5 · Pion noir sur case noire c5 · Cavalier noir sur case blanche c4 · Pion blanc sur case blanche e4 · Dame noire sur case noire f4 · Pion blanc sur case noire c3 · Pion blanc sur case blanche f3 · Cavalier blanc sur case noire g3 · Pion blanc sur case blanche a2 · Pion blanc sur case noire b2 · Tour blanche sur case noire d2 · Pion blanc sur case blanche g2 · Pion blanc sur case noire h2 · Roi blanc sur case noire c1 · Tour blanche sur case blanche d1 | Tour noire sur case noire d8 · Tour noire sur case noire f8 · Roi noir sur case noire h8 · Dame blanche sur case noire e7 · Pion noir sur case noire g7 · Pion noir sur case noire b6 · Pion noir sur case noire h6 · Pion noir sur case noire a5 · Pion noir sur case noire c5 · Cavalier noir sur case blanche c4 · Pion blanc sur case blanche e4 · Dame noire sur case noire f4 · Pion blanc sur case noire c3 · Pion blanc sur case blanche f3 · Cavalier blanc sur case noire g3 · Pion blanc sur case blanche a2 · Pion blanc sur case noire b2 · Tour blanche sur case noire d2 · Pion blanc sur case blanche g2 · Pion blanc sur case noire h2 · Roi blanc sur case noire c1 · Tour blanche sur case blanche d1 | Tour noire sur case noire d8 · Tour noire sur case noire f8 · Roi noir sur case noire h8 · Dame blanche sur case noire e7 · Pion noir sur case noire g7 · Pion noir sur case noire b6 · Pion noir sur case noire h6 · Pion noir sur case noire a5 · Pion noir sur case noire c5 · Cavalier noir sur case blanche c4 · Pion blanc sur case blanche e4 · Dame noire sur case noire f4 · Pion blanc sur case noire c3 · Pion blanc sur case blanche f3 · Cavalier blanc sur case noire g3 · Pion blanc sur case blanche a2 · Pion blanc sur case noire b2 · Tour blanche sur case noire d2 · Pion blanc sur case blanche g2 · Pion blanc sur case noire h2 · Roi blanc sur case noire c1 · Tour blanche sur case blanche d1 | Tour noire sur case noire d8 · Tour noire sur case noire f8 · Roi noir sur case noire h8 · Dame blanche sur case noire e7 · Pion noir sur case noire g7 · Pion noir sur case noire b6 · Pion noir sur case noire h6 · Pion noir sur case noire a5 · Pion noir sur case noire c5 · Cavalier noir sur case blanche c4 · Pion blanc sur case blanche e4 · Dame noire sur case noire f4 · Pion blanc sur case noire c3 · Pion blanc sur case blanche f3 · Cavalier blanc sur case noire g3 · Pion blanc sur case blanche a2 · Pion blanc sur case noire b2 · Tour blanche sur case noire d2 · Pion blanc sur case blanche g2 · Pion blanc sur case noire h2 · Roi blanc sur case noire c1 · Tour blanche sur case blanche d1 | 8 |
| 7 | Tour noire sur case noire d8 · Tour noire sur case noire f8 · Roi noir sur case noire h8 · Dame blanche sur case noire e7 · Pion noir sur case noire g7 · Pion noir sur case noire b6 · Pion noir sur case noire h6 · Pion noir sur case noire a5 · Pion noir sur case noire c5 · Cavalier noir sur case blanche c4 · Pion blanc sur case blanche e4 · Dame noire sur case noire f4 · Pion blanc sur case noire c3 · Pion blanc sur case blanche f3 · Cavalier blanc sur case noire g3 · Pion blanc sur case blanche a2 · Pion blanc sur case noire b2 · Tour blanche sur case noire d2 · Pion blanc sur case blanche g2 · Pion blanc sur case noire h2 · Roi blanc sur case noire c1 · Tour blanche sur case blanche d1 | Tour noire sur case noire d8 · Tour noire sur case noire f8 · Roi noir sur case noire h8 · Dame blanche sur case noire e7 · Pion noir sur case noire g7 · Pion noir sur case noire b6 · Pion noir sur case noire h6 · Pion noir sur case noire a5 · Pion noir sur case noire c5 · Cavalier noir sur case blanche c4 · Pion blanc sur case blanche e4 · Dame noire sur case noire f4 · Pion blanc sur case noire c3 · Pion blanc sur case blanche f3 · Cavalier blanc sur case noire g3 · Pion blanc sur case blanche a2 · Pion blanc sur case noire b2 · Tour blanche sur case noire d2 · Pion blanc sur case blanche g2 · Pion blanc sur case noire h2 · Roi blanc sur case noire c1 · Tour blanche sur case blanche d1 | Tour noire sur case noire d8 · Tour noire sur case noire f8 · Roi noir sur case noire h8 · Dame blanche sur case noire e7 · Pion noir sur case noire g7 · Pion noir sur case noire b6 · Pion noir sur case noire h6 · Pion noir sur case noire a5 · Pion noir sur case noire c5 · Cavalier noir sur case blanche c4 · Pion blanc sur case blanche e4 · Dame noire sur case noire f4 · Pion blanc sur case noire c3 · Pion blanc sur case blanche f3 · Cavalier blanc sur case noire g3 · Pion blanc sur case blanche a2 · Pion blanc sur case noire b2 · Tour blanche sur case noire d2 · Pion blanc sur case blanche g2 · Pion blanc sur case noire h2 · Roi blanc sur case noire c1 · Tour blanche sur case blanche d1 | Tour noire sur case noire d8 · Tour noire sur case noire f8 · Roi noir sur case noire h8 · Dame blanche sur case noire e7 · Pion noir sur case noire g7 · Pion noir sur case noire b6 · Pion noir sur case noire h6 · Pion noir sur case noire a5 · Pion noir sur case noire c5 · Cavalier noir sur case blanche c4 · Pion blanc sur case blanche e4 · Dame noire sur case noire f4 · Pion blanc sur case noire c3 · Pion blanc sur case blanche f3 · Cavalier blanc sur case noire g3 · Pion blanc sur case blanche a2 · Pion blanc sur case noire b2 · Tour blanche sur case noire d2 · Pion blanc sur case blanche g2 · Pion blanc sur case noire h2 · Roi blanc sur case noire c1 · Tour blanche sur case blanche d1 | Tour noire sur case noire d8 · Tour noire sur case noire f8 · Roi noir sur case noire h8 · Dame blanche sur case noire e7 · Pion noir sur case noire g7 · Pion noir sur case noire b6 · Pion noir sur case noire h6 · Pion noir sur case noire a5 · Pion noir sur case noire c5 · Cavalier noir sur case blanche c4 · Pion blanc sur case blanche e4 · Dame noire sur case noire f4 · Pion blanc sur case noire c3 · Pion blanc sur case blanche f3 · Cavalier blanc sur case noire g3 · Pion blanc sur case blanche a2 · Pion blanc sur case noire b2 · Tour blanche sur case noire d2 · Pion blanc sur case blanche g2 · Pion blanc sur case noire h2 · Roi blanc sur case noire c1 · Tour blanche sur case blanche d1 | Tour noire sur case noire d8 · Tour noire sur case noire f8 · Roi noir sur case noire h8 · Dame blanche sur case noire e7 · Pion noir sur case noire g7 · Pion noir sur case noire b6 · Pion noir sur case noire h6 · Pion noir sur case noire a5 · Pion noir sur case noire c5 · Cavalier noir sur case blanche c4 · Pion blanc sur case blanche e4 · Dame noire sur case noire f4 · Pion blanc sur case noire c3 · Pion blanc sur case blanche f3 · Cavalier blanc sur case noire g3 · Pion blanc sur case blanche a2 · Pion blanc sur case noire b2 · Tour blanche sur case noire d2 · Pion blanc sur case blanche g2 · Pion blanc sur case noire h2 · Roi blanc sur case noire c1 · Tour blanche sur case blanche d1 | Tour noire sur case noire d8 · Tour noire sur case noire f8 · Roi noir sur case noire h8 · Dame blanche sur case noire e7 · Pion noir sur case noire g7 · Pion noir sur case noire b6 · Pion noir sur case noire h6 · Pion noir sur case noire a5 · Pion noir sur case noire c5 · Cavalier noir sur case blanche c4 · Pion blanc sur case blanche e4 · Dame noire sur case noire f4 · Pion blanc sur case noire c3 · Pion blanc sur case blanche f3 · Cavalier blanc sur case noire g3 · Pion blanc sur case blanche a2 · Pion blanc sur case noire b2 · Tour blanche sur case noire d2 · Pion blanc sur case blanche g2 · Pion blanc sur case noire h2 · Roi blanc sur case noire c1 · Tour blanche sur case blanche d1 | Tour noire sur case noire d8 · Tour noire sur case noire f8 · Roi noir sur case noire h8 · Dame blanche sur case noire e7 · Pion noir sur case noire g7 · Pion noir sur case noire b6 · Pion noir sur case noire h6 · Pion noir sur case noire a5 · Pion noir sur case noire c5 · Cavalier noir sur case blanche c4 · Pion blanc sur case blanche e4 · Dame noire sur case noire f4 · Pion blanc sur case noire c3 · Pion blanc sur case blanche f3 · Cavalier blanc sur case noire g3 · Pion blanc sur case blanche a2 · Pion blanc sur case noire b2 · Tour blanche sur case noire d2 · Pion blanc sur case blanche g2 · Pion blanc sur case noire h2 · Roi blanc sur case noire c1 · Tour blanche sur case blanche d1 | 7 |
| 6 | Tour noire sur case noire d8 · Tour noire sur case noire f8 · Roi noir sur case noire h8 · Dame blanche sur case noire e7 · Pion noir sur case noire g7 · Pion noir sur case noire b6 · Pion noir sur case noire h6 · Pion noir sur case noire a5 · Pion noir sur case noire c5 · Cavalier noir sur case blanche c4 · Pion blanc sur case blanche e4 · Dame noire sur case noire f4 · Pion blanc sur case noire c3 · Pion blanc sur case blanche f3 · Cavalier blanc sur case noire g3 · Pion blanc sur case blanche a2 · Pion blanc sur case noire b2 · Tour blanche sur case noire d2 · Pion blanc sur case blanche g2 · Pion blanc sur case noire h2 · Roi blanc sur case noire c1 · Tour blanche sur case blanche d1 | Tour noire sur case noire d8 · Tour noire sur case noire f8 · Roi noir sur case noire h8 · Dame blanche sur case noire e7 · Pion noir sur case noire g7 · Pion noir sur case noire b6 · Pion noir sur case noire h6 · Pion noir sur case noire a5 · Pion noir sur case noire c5 · Cavalier noir sur case blanche c4 · Pion blanc sur case blanche e4 · Dame noire sur case noire f4 · Pion blanc sur case noire c3 · Pion blanc sur case blanche f3 · Cavalier blanc sur case noire g3 · Pion blanc sur case blanche a2 · Pion blanc sur case noire b2 · Tour blanche sur case noire d2 · Pion blanc sur case blanche g2 · Pion blanc sur case noire h2 · Roi blanc sur case noire c1 · Tour blanche sur case blanche d1 | Tour noire sur case noire d8 · Tour noire sur case noire f8 · Roi noir sur case noire h8 · Dame blanche sur case noire e7 · Pion noir sur case noire g7 · Pion noir sur case noire b6 · Pion noir sur case noire h6 · Pion noir sur case noire a5 · Pion noir sur case noire c5 · Cavalier noir sur case blanche c4 · Pion blanc sur case blanche e4 · Dame noire sur case noire f4 · Pion blanc sur case noire c3 · Pion blanc sur case blanche f3 · Cavalier blanc sur case noire g3 · Pion blanc sur case blanche a2 · Pion blanc sur case noire b2 · Tour blanche sur case noire d2 · Pion blanc sur case blanche g2 · Pion blanc sur case noire h2 · Roi blanc sur case noire c1 · Tour blanche sur case blanche d1 | Tour noire sur case noire d8 · Tour noire sur case noire f8 · Roi noir sur case noire h8 · Dame blanche sur case noire e7 · Pion noir sur case noire g7 · Pion noir sur case noire b6 · Pion noir sur case noire h6 · Pion noir sur case noire a5 · Pion noir sur case noire c5 · Cavalier noir sur case blanche c4 · Pion blanc sur case blanche e4 · Dame noire sur case noire f4 · Pion blanc sur case noire c3 · Pion blanc sur case blanche f3 · Cavalier blanc sur case noire g3 · Pion blanc sur case blanche a2 · Pion blanc sur case noire b2 · Tour blanche sur case noire d2 · Pion blanc sur case blanche g2 · Pion blanc sur case noire h2 · Roi blanc sur case noire c1 · Tour blanche sur case blanche d1 | Tour noire sur case noire d8 · Tour noire sur case noire f8 · Roi noir sur case noire h8 · Dame blanche sur case noire e7 · Pion noir sur case noire g7 · Pion noir sur case noire b6 · Pion noir sur case noire h6 · Pion noir sur case noire a5 · Pion noir sur case noire c5 · Cavalier noir sur case blanche c4 · Pion blanc sur case blanche e4 · Dame noire sur case noire f4 · Pion blanc sur case noire c3 · Pion blanc sur case blanche f3 · Cavalier blanc sur case noire g3 · Pion blanc sur case blanche a2 · Pion blanc sur case noire b2 · Tour blanche sur case noire d2 · Pion blanc sur case blanche g2 · Pion blanc sur case noire h2 · Roi blanc sur case noire c1 · Tour blanche sur case blanche d1 | Tour noire sur case noire d8 · Tour noire sur case noire f8 · Roi noir sur case noire h8 · Dame blanche sur case noire e7 · Pion noir sur case noire g7 · Pion noir sur case noire b6 · Pion noir sur case noire h6 · Pion noir sur case noire a5 · Pion noir sur case noire c5 · Cavalier noir sur case blanche c4 · Pion blanc sur case blanche e4 · Dame noire sur case noire f4 · Pion blanc sur case noire c3 · Pion blanc sur case blanche f3 · Cavalier blanc sur case noire g3 · Pion blanc sur case blanche a2 · Pion blanc sur case noire b2 · Tour blanche sur case noire d2 · Pion blanc sur case blanche g2 · Pion blanc sur case noire h2 · Roi blanc sur case noire c1 · Tour blanche sur case blanche d1 | Tour noire sur case noire d8 · Tour noire sur case noire f8 · Roi noir sur case noire h8 · Dame blanche sur case noire e7 · Pion noir sur case noire g7 · Pion noir sur case noire b6 · Pion noir sur case noire h6 · Pion noir sur case noire a5 · Pion noir sur case noire c5 · Cavalier noir sur case blanche c4 · Pion blanc sur case blanche e4 · Dame noire sur case noire f4 · Pion blanc sur case noire c3 · Pion blanc sur case blanche f3 · Cavalier blanc sur case noire g3 · Pion blanc sur case blanche a2 · Pion blanc sur case noire b2 · Tour blanche sur case noire d2 · Pion blanc sur case blanche g2 · Pion blanc sur case noire h2 · Roi blanc sur case noire c1 · Tour blanche sur case blanche d1 | Tour noire sur case noire d8 · Tour noire sur case noire f8 · Roi noir sur case noire h8 · Dame blanche sur case noire e7 · Pion noir sur case noire g7 · Pion noir sur case noire b6 · Pion noir sur case noire h6 · Pion noir sur case noire a5 · Pion noir sur case noire c5 · Cavalier noir sur case blanche c4 · Pion blanc sur case blanche e4 · Dame noire sur case noire f4 · Pion blanc sur case noire c3 · Pion blanc sur case blanche f3 · Cavalier blanc sur case noire g3 · Pion blanc sur case blanche a2 · Pion blanc sur case noire b2 · Tour blanche sur case noire d2 · Pion blanc sur case blanche g2 · Pion blanc sur case noire h2 · Roi blanc sur case noire c1 · Tour blanche sur case blanche d1 | 6 |
| 5 | Tour noire sur case noire d8 · Tour noire sur case noire f8 · Roi noir sur case noire h8 · Dame blanche sur case noire e7 · Pion noir sur case noire g7 · Pion noir sur case noire b6 · Pion noir sur case noire h6 · Pion noir sur case noire a5 · Pion noir sur case noire c5 · Cavalier noir sur case blanche c4 · Pion blanc sur case blanche e4 · Dame noire sur case noire f4 · Pion blanc sur case noire c3 · Pion blanc sur case blanche f3 · Cavalier blanc sur case noire g3 · Pion blanc sur case blanche a2 · Pion blanc sur case noire b2 · Tour blanche sur case noire d2 · Pion blanc sur case blanche g2 · Pion blanc sur case noire h2 · Roi blanc sur case noire c1 · Tour blanche sur case blanche d1 | Tour noire sur case noire d8 · Tour noire sur case noire f8 · Roi noir sur case noire h8 · Dame blanche sur case noire e7 · Pion noir sur case noire g7 · Pion noir sur case noire b6 · Pion noir sur case noire h6 · Pion noir sur case noire a5 · Pion noir sur case noire c5 · Cavalier noir sur case blanche c4 · Pion blanc sur case blanche e4 · Dame noire sur case noire f4 · Pion blanc sur case noire c3 · Pion blanc sur case blanche f3 · Cavalier blanc sur case noire g3 · Pion blanc sur case blanche a2 · Pion blanc sur case noire b2 · Tour blanche sur case noire d2 · Pion blanc sur case blanche g2 · Pion blanc sur case noire h2 · Roi blanc sur case noire c1 · Tour blanche sur case blanche d1 | Tour noire sur case noire d8 · Tour noire sur case noire f8 · Roi noir sur case noire h8 · Dame blanche sur case noire e7 · Pion noir sur case noire g7 · Pion noir sur case noire b6 · Pion noir sur case noire h6 · Pion noir sur case noire a5 · Pion noir sur case noire c5 · Cavalier noir sur case blanche c4 · Pion blanc sur case blanche e4 · Dame noire sur case noire f4 · Pion blanc sur case noire c3 · Pion blanc sur case blanche f3 · Cavalier blanc sur case noire g3 · Pion blanc sur case blanche a2 · Pion blanc sur case noire b2 · Tour blanche sur case noire d2 · Pion blanc sur case blanche g2 · Pion blanc sur case noire h2 · Roi blanc sur case noire c1 · Tour blanche sur case blanche d1 | Tour noire sur case noire d8 · Tour noire sur case noire f8 · Roi noir sur case noire h8 · Dame blanche sur case noire e7 · Pion noir sur case noire g7 · Pion noir sur case noire b6 · Pion noir sur case noire h6 · Pion noir sur case noire a5 · Pion noir sur case noire c5 · Cavalier noir sur case blanche c4 · Pion blanc sur case blanche e4 · Dame noire sur case noire f4 · Pion blanc sur case noire c3 · Pion blanc sur case blanche f3 · Cavalier blanc sur case noire g3 · Pion blanc sur case blanche a2 · Pion blanc sur case noire b2 · Tour blanche sur case noire d2 · Pion blanc sur case blanche g2 · Pion blanc sur case noire h2 · Roi blanc sur case noire c1 · Tour blanche sur case blanche d1 | Tour noire sur case noire d8 · Tour noire sur case noire f8 · Roi noir sur case noire h8 · Dame blanche sur case noire e7 · Pion noir sur case noire g7 · Pion noir sur case noire b6 · Pion noir sur case noire h6 · Pion noir sur case noire a5 · Pion noir sur case noire c5 · Cavalier noir sur case blanche c4 · Pion blanc sur case blanche e4 · Dame noire sur case noire f4 · Pion blanc sur case noire c3 · Pion blanc sur case blanche f3 · Cavalier blanc sur case noire g3 · Pion blanc sur case blanche a2 · Pion blanc sur case noire b2 · Tour blanche sur case noire d2 · Pion blanc sur case blanche g2 · Pion blanc sur case noire h2 · Roi blanc sur case noire c1 · Tour blanche sur case blanche d1 | Tour noire sur case noire d8 · Tour noire sur case noire f8 · Roi noir sur case noire h8 · Dame blanche sur case noire e7 · Pion noir sur case noire g7 · Pion noir sur case noire b6 · Pion noir sur case noire h6 · Pion noir sur case noire a5 · Pion noir sur case noire c5 · Cavalier noir sur case blanche c4 · Pion blanc sur case blanche e4 · Dame noire sur case noire f4 · Pion blanc sur case noire c3 · Pion blanc sur case blanche f3 · Cavalier blanc sur case noire g3 · Pion blanc sur case blanche a2 · Pion blanc sur case noire b2 · Tour blanche sur case noire d2 · Pion blanc sur case blanche g2 · Pion blanc sur case noire h2 · Roi blanc sur case noire c1 · Tour blanche sur case blanche d1 | Tour noire sur case noire d8 · Tour noire sur case noire f8 · Roi noir sur case noire h8 · Dame blanche sur case noire e7 · Pion noir sur case noire g7 · Pion noir sur case noire b6 · Pion noir sur case noire h6 · Pion noir sur case noire a5 · Pion noir sur case noire c5 · Cavalier noir sur case blanche c4 · Pion blanc sur case blanche e4 · Dame noire sur case noire f4 · Pion blanc sur case noire c3 · Pion blanc sur case blanche f3 · Cavalier blanc sur case noire g3 · Pion blanc sur case blanche a2 · Pion blanc sur case noire b2 · Tour blanche sur case noire d2 · Pion blanc sur case blanche g2 · Pion blanc sur case noire h2 · Roi blanc sur case noire c1 · Tour blanche sur case blanche d1 | Tour noire sur case noire d8 · Tour noire sur case noire f8 · Roi noir sur case noire h8 · Dame blanche sur case noire e7 · Pion noir sur case noire g7 · Pion noir sur case noire b6 · Pion noir sur case noire h6 · Pion noir sur case noire a5 · Pion noir sur case noire c5 · Cavalier noir sur case blanche c4 · Pion blanc sur case blanche e4 · Dame noire sur case noire f4 · Pion blanc sur case noire c3 · Pion blanc sur case blanche f3 · Cavalier blanc sur case noire g3 · Pion blanc sur case blanche a2 · Pion blanc sur case noire b2 · Tour blanche sur case noire d2 · Pion blanc sur case blanche g2 · Pion blanc sur case noire h2 · Roi blanc sur case noire c1 · Tour blanche sur case blanche d1 | 5 |
| 4 | Tour noire sur case noire d8 · Tour noire sur case noire f8 · Roi noir sur case noire h8 · Dame blanche sur case noire e7 · Pion noir sur case noire g7 · Pion noir sur case noire b6 · Pion noir sur case noire h6 · Pion noir sur case noire a5 · Pion noir sur case noire c5 · Cavalier noir sur case blanche c4 · Pion blanc sur case blanche e4 · Dame noire sur case noire f4 · Pion blanc sur case noire c3 · Pion blanc sur case blanche f3 · Cavalier blanc sur case noire g3 · Pion blanc sur case blanche a2 · Pion blanc sur case noire b2 · Tour blanche sur case noire d2 · Pion blanc sur case blanche g2 · Pion blanc sur case noire h2 · Roi blanc sur case noire c1 · Tour blanche sur case blanche d1 | Tour noire sur case noire d8 · Tour noire sur case noire f8 · Roi noir sur case noire h8 · Dame blanche sur case noire e7 · Pion noir sur case noire g7 · Pion noir sur case noire b6 · Pion noir sur case noire h6 · Pion noir sur case noire a5 · Pion noir sur case noire c5 · Cavalier noir sur case blanche c4 · Pion blanc sur case blanche e4 · Dame noire sur case noire f4 · Pion blanc sur case noire c3 · Pion blanc sur case blanche f3 · Cavalier blanc sur case noire g3 · Pion blanc sur case blanche a2 · Pion blanc sur case noire b2 · Tour blanche sur case noire d2 · Pion blanc sur case blanche g2 · Pion blanc sur case noire h2 · Roi blanc sur case noire c1 · Tour blanche sur case blanche d1 | Tour noire sur case noire d8 · Tour noire sur case noire f8 · Roi noir sur case noire h8 · Dame blanche sur case noire e7 · Pion noir sur case noire g7 · Pion noir sur case noire b6 · Pion noir sur case noire h6 · Pion noir sur case noire a5 · Pion noir sur case noire c5 · Cavalier noir sur case blanche c4 · Pion blanc sur case blanche e4 · Dame noire sur case noire f4 · Pion blanc sur case noire c3 · Pion blanc sur case blanche f3 · Cavalier blanc sur case noire g3 · Pion blanc sur case blanche a2 · Pion blanc sur case noire b2 · Tour blanche sur case noire d2 · Pion blanc sur case blanche g2 · Pion blanc sur case noire h2 · Roi blanc sur case noire c1 · Tour blanche sur case blanche d1 | Tour noire sur case noire d8 · Tour noire sur case noire f8 · Roi noir sur case noire h8 · Dame blanche sur case noire e7 · Pion noir sur case noire g7 · Pion noir sur case noire b6 · Pion noir sur case noire h6 · Pion noir sur case noire a5 · Pion noir sur case noire c5 · Cavalier noir sur case blanche c4 · Pion blanc sur case blanche e4 · Dame noire sur case noire f4 · Pion blanc sur case noire c3 · Pion blanc sur case blanche f3 · Cavalier blanc sur case noire g3 · Pion blanc sur case blanche a2 · Pion blanc sur case noire b2 · Tour blanche sur case noire d2 · Pion blanc sur case blanche g2 · Pion blanc sur case noire h2 · Roi blanc sur case noire c1 · Tour blanche sur case blanche d1 | Tour noire sur case noire d8 · Tour noire sur case noire f8 · Roi noir sur case noire h8 · Dame blanche sur case noire e7 · Pion noir sur case noire g7 · Pion noir sur case noire b6 · Pion noir sur case noire h6 · Pion noir sur case noire a5 · Pion noir sur case noire c5 · Cavalier noir sur case blanche c4 · Pion blanc sur case blanche e4 · Dame noire sur case noire f4 · Pion blanc sur case noire c3 · Pion blanc sur case blanche f3 · Cavalier blanc sur case noire g3 · Pion blanc sur case blanche a2 · Pion blanc sur case noire b2 · Tour blanche sur case noire d2 · Pion blanc sur case blanche g2 · Pion blanc sur case noire h2 · Roi blanc sur case noire c1 · Tour blanche sur case blanche d1 | Tour noire sur case noire d8 · Tour noire sur case noire f8 · Roi noir sur case noire h8 · Dame blanche sur case noire e7 · Pion noir sur case noire g7 · Pion noir sur case noire b6 · Pion noir sur case noire h6 · Pion noir sur case noire a5 · Pion noir sur case noire c5 · Cavalier noir sur case blanche c4 · Pion blanc sur case blanche e4 · Dame noire sur case noire f4 · Pion blanc sur case noire c3 · Pion blanc sur case blanche f3 · Cavalier blanc sur case noire g3 · Pion blanc sur case blanche a2 · Pion blanc sur case noire b2 · Tour blanche sur case noire d2 · Pion blanc sur case blanche g2 · Pion blanc sur case noire h2 · Roi blanc sur case noire c1 · Tour blanche sur case blanche d1 | Tour noire sur case noire d8 · Tour noire sur case noire f8 · Roi noir sur case noire h8 · Dame blanche sur case noire e7 · Pion noir sur case noire g7 · Pion noir sur case noire b6 · Pion noir sur case noire h6 · Pion noir sur case noire a5 · Pion noir sur case noire c5 · Cavalier noir sur case blanche c4 · Pion blanc sur case blanche e4 · Dame noire sur case noire f4 · Pion blanc sur case noire c3 · Pion blanc sur case blanche f3 · Cavalier blanc sur case noire g3 · Pion blanc sur case blanche a2 · Pion blanc sur case noire b2 · Tour blanche sur case noire d2 · Pion blanc sur case blanche g2 · Pion blanc sur case noire h2 · Roi blanc sur case noire c1 · Tour blanche sur case blanche d1 | Tour noire sur case noire d8 · Tour noire sur case noire f8 · Roi noir sur case noire h8 · Dame blanche sur case noire e7 · Pion noir sur case noire g7 · Pion noir sur case noire b6 · Pion noir sur case noire h6 · Pion noir sur case noire a5 · Pion noir sur case noire c5 · Cavalier noir sur case blanche c4 · Pion blanc sur case blanche e4 · Dame noire sur case noire f4 · Pion blanc sur case noire c3 · Pion blanc sur case blanche f3 · Cavalier blanc sur case noire g3 · Pion blanc sur case blanche a2 · Pion blanc sur case noire b2 · Tour blanche sur case noire d2 · Pion blanc sur case blanche g2 · Pion blanc sur case noire h2 · Roi blanc sur case noire c1 · Tour blanche sur case blanche d1 | 4 |
| 3 | Tour noire sur case noire d8 · Tour noire sur case noire f8 · Roi noir sur case noire h8 · Dame blanche sur case noire e7 · Pion noir sur case noire g7 · Pion noir sur case noire b6 · Pion noir sur case noire h6 · Pion noir sur case noire a5 · Pion noir sur case noire c5 · Cavalier noir sur case blanche c4 · Pion blanc sur case blanche e4 · Dame noire sur case noire f4 · Pion blanc sur case noire c3 · Pion blanc sur case blanche f3 · Cavalier blanc sur case noire g3 · Pion blanc sur case blanche a2 · Pion blanc sur case noire b2 · Tour blanche sur case noire d2 · Pion blanc sur case blanche g2 · Pion blanc sur case noire h2 · Roi blanc sur case noire c1 · Tour blanche sur case blanche d1 | Tour noire sur case noire d8 · Tour noire sur case noire f8 · Roi noir sur case noire h8 · Dame blanche sur case noire e7 · Pion noir sur case noire g7 · Pion noir sur case noire b6 · Pion noir sur case noire h6 · Pion noir sur case noire a5 · Pion noir sur case noire c5 · Cavalier noir sur case blanche c4 · Pion blanc sur case blanche e4 · Dame noire sur case noire f4 · Pion blanc sur case noire c3 · Pion blanc sur case blanche f3 · Cavalier blanc sur case noire g3 · Pion blanc sur case blanche a2 · Pion blanc sur case noire b2 · Tour blanche sur case noire d2 · Pion blanc sur case blanche g2 · Pion blanc sur case noire h2 · Roi blanc sur case noire c1 · Tour blanche sur case blanche d1 | Tour noire sur case noire d8 · Tour noire sur case noire f8 · Roi noir sur case noire h8 · Dame blanche sur case noire e7 · Pion noir sur case noire g7 · Pion noir sur case noire b6 · Pion noir sur case noire h6 · Pion noir sur case noire a5 · Pion noir sur case noire c5 · Cavalier noir sur case blanche c4 · Pion blanc sur case blanche e4 · Dame noire sur case noire f4 · Pion blanc sur case noire c3 · Pion blanc sur case blanche f3 · Cavalier blanc sur case noire g3 · Pion blanc sur case blanche a2 · Pion blanc sur case noire b2 · Tour blanche sur case noire d2 · Pion blanc sur case blanche g2 · Pion blanc sur case noire h2 · Roi blanc sur case noire c1 · Tour blanche sur case blanche d1 | Tour noire sur case noire d8 · Tour noire sur case noire f8 · Roi noir sur case noire h8 · Dame blanche sur case noire e7 · Pion noir sur case noire g7 · Pion noir sur case noire b6 · Pion noir sur case noire h6 · Pion noir sur case noire a5 · Pion noir sur case noire c5 · Cavalier noir sur case blanche c4 · Pion blanc sur case blanche e4 · Dame noire sur case noire f4 · Pion blanc sur case noire c3 · Pion blanc sur case blanche f3 · Cavalier blanc sur case noire g3 · Pion blanc sur case blanche a2 · Pion blanc sur case noire b2 · Tour blanche sur case noire d2 · Pion blanc sur case blanche g2 · Pion blanc sur case noire h2 · Roi blanc sur case noire c1 · Tour blanche sur case blanche d1 | Tour noire sur case noire d8 · Tour noire sur case noire f8 · Roi noir sur case noire h8 · Dame blanche sur case noire e7 · Pion noir sur case noire g7 · Pion noir sur case noire b6 · Pion noir sur case noire h6 · Pion noir sur case noire a5 · Pion noir sur case noire c5 · Cavalier noir sur case blanche c4 · Pion blanc sur case blanche e4 · Dame noire sur case noire f4 · Pion blanc sur case noire c3 · Pion blanc sur case blanche f3 · Cavalier blanc sur case noire g3 · Pion blanc sur case blanche a2 · Pion blanc sur case noire b2 · Tour blanche sur case noire d2 · Pion blanc sur case blanche g2 · Pion blanc sur case noire h2 · Roi blanc sur case noire c1 · Tour blanche sur case blanche d1 | Tour noire sur case noire d8 · Tour noire sur case noire f8 · Roi noir sur case noire h8 · Dame blanche sur case noire e7 · Pion noir sur case noire g7 · Pion noir sur case noire b6 · Pion noir sur case noire h6 · Pion noir sur case noire a5 · Pion noir sur case noire c5 · Cavalier noir sur case blanche c4 · Pion blanc sur case blanche e4 · Dame noire sur case noire f4 · Pion blanc sur case noire c3 · Pion blanc sur case blanche f3 · Cavalier blanc sur case noire g3 · Pion blanc sur case blanche a2 · Pion blanc sur case noire b2 · Tour blanche sur case noire d2 · Pion blanc sur case blanche g2 · Pion blanc sur case noire h2 · Roi blanc sur case noire c1 · Tour blanche sur case blanche d1 | Tour noire sur case noire d8 · Tour noire sur case noire f8 · Roi noir sur case noire h8 · Dame blanche sur case noire e7 · Pion noir sur case noire g7 · Pion noir sur case noire b6 · Pion noir sur case noire h6 · Pion noir sur case noire a5 · Pion noir sur case noire c5 · Cavalier noir sur case blanche c4 · Pion blanc sur case blanche e4 · Dame noire sur case noire f4 · Pion blanc sur case noire c3 · Pion blanc sur case blanche f3 · Cavalier blanc sur case noire g3 · Pion blanc sur case blanche a2 · Pion blanc sur case noire b2 · Tour blanche sur case noire d2 · Pion blanc sur case blanche g2 · Pion blanc sur case noire h2 · Roi blanc sur case noire c1 · Tour blanche sur case blanche d1 | Tour noire sur case noire d8 · Tour noire sur case noire f8 · Roi noir sur case noire h8 · Dame blanche sur case noire e7 · Pion noir sur case noire g7 · Pion noir sur case noire b6 · Pion noir sur case noire h6 · Pion noir sur case noire a5 · Pion noir sur case noire c5 · Cavalier noir sur case blanche c4 · Pion blanc sur case blanche e4 · Dame noire sur case noire f4 · Pion blanc sur case noire c3 · Pion blanc sur case blanche f3 · Cavalier blanc sur case noire g3 · Pion blanc sur case blanche a2 · Pion blanc sur case noire b2 · Tour blanche sur case noire d2 · Pion blanc sur case blanche g2 · Pion blanc sur case noire h2 · Roi blanc sur case noire c1 · Tour blanche sur case blanche d1 | 3 |
| 2 | Tour noire sur case noire d8 · Tour noire sur case noire f8 · Roi noir sur case noire h8 · Dame blanche sur case noire e7 · Pion noir sur case noire g7 · Pion noir sur case noire b6 · Pion noir sur case noire h6 · Pion noir sur case noire a5 · Pion noir sur case noire c5 · Cavalier noir sur case blanche c4 · Pion blanc sur case blanche e4 · Dame noire sur case noire f4 · Pion blanc sur case noire c3 · Pion blanc sur case blanche f3 · Cavalier blanc sur case noire g3 · Pion blanc sur case blanche a2 · Pion blanc sur case noire b2 · Tour blanche sur case noire d2 · Pion blanc sur case blanche g2 · Pion blanc sur case noire h2 · Roi blanc sur case noire c1 · Tour blanche sur case blanche d1 | Tour noire sur case noire d8 · Tour noire sur case noire f8 · Roi noir sur case noire h8 · Dame blanche sur case noire e7 · Pion noir sur case noire g7 · Pion noir sur case noire b6 · Pion noir sur case noire h6 · Pion noir sur case noire a5 · Pion noir sur case noire c5 · Cavalier noir sur case blanche c4 · Pion blanc sur case blanche e4 · Dame noire sur case noire f4 · Pion blanc sur case noire c3 · Pion blanc sur case blanche f3 · Cavalier blanc sur case noire g3 · Pion blanc sur case blanche a2 · Pion blanc sur case noire b2 · Tour blanche sur case noire d2 · Pion blanc sur case blanche g2 · Pion blanc sur case noire h2 · Roi blanc sur case noire c1 · Tour blanche sur case blanche d1 | Tour noire sur case noire d8 · Tour noire sur case noire f8 · Roi noir sur case noire h8 · Dame blanche sur case noire e7 · Pion noir sur case noire g7 · Pion noir sur case noire b6 · Pion noir sur case noire h6 · Pion noir sur case noire a5 · Pion noir sur case noire c5 · Cavalier noir sur case blanche c4 · Pion blanc sur case blanche e4 · Dame noire sur case noire f4 · Pion blanc sur case noire c3 · Pion blanc sur case blanche f3 · Cavalier blanc sur case noire g3 · Pion blanc sur case blanche a2 · Pion blanc sur case noire b2 · Tour blanche sur case noire d2 · Pion blanc sur case blanche g2 · Pion blanc sur case noire h2 · Roi blanc sur case noire c1 · Tour blanche sur case blanche d1 | Tour noire sur case noire d8 · Tour noire sur case noire f8 · Roi noir sur case noire h8 · Dame blanche sur case noire e7 · Pion noir sur case noire g7 · Pion noir sur case noire b6 · Pion noir sur case noire h6 · Pion noir sur case noire a5 · Pion noir sur case noire c5 · Cavalier noir sur case blanche c4 · Pion blanc sur case blanche e4 · Dame noire sur case noire f4 · Pion blanc sur case noire c3 · Pion blanc sur case blanche f3 · Cavalier blanc sur case noire g3 · Pion blanc sur case blanche a2 · Pion blanc sur case noire b2 · Tour blanche sur case noire d2 · Pion blanc sur case blanche g2 · Pion blanc sur case noire h2 · Roi blanc sur case noire c1 · Tour blanche sur case blanche d1 | Tour noire sur case noire d8 · Tour noire sur case noire f8 · Roi noir sur case noire h8 · Dame blanche sur case noire e7 · Pion noir sur case noire g7 · Pion noir sur case noire b6 · Pion noir sur case noire h6 · Pion noir sur case noire a5 · Pion noir sur case noire c5 · Cavalier noir sur case blanche c4 · Pion blanc sur case blanche e4 · Dame noire sur case noire f4 · Pion blanc sur case noire c3 · Pion blanc sur case blanche f3 · Cavalier blanc sur case noire g3 · Pion blanc sur case blanche a2 · Pion blanc sur case noire b2 · Tour blanche sur case noire d2 · Pion blanc sur case blanche g2 · Pion blanc sur case noire h2 · Roi blanc sur case noire c1 · Tour blanche sur case blanche d1 | Tour noire sur case noire d8 · Tour noire sur case noire f8 · Roi noir sur case noire h8 · Dame blanche sur case noire e7 · Pion noir sur case noire g7 · Pion noir sur case noire b6 · Pion noir sur case noire h6 · Pion noir sur case noire a5 · Pion noir sur case noire c5 · Cavalier noir sur case blanche c4 · Pion blanc sur case blanche e4 · Dame noire sur case noire f4 · Pion blanc sur case noire c3 · Pion blanc sur case blanche f3 · Cavalier blanc sur case noire g3 · Pion blanc sur case blanche a2 · Pion blanc sur case noire b2 · Tour blanche sur case noire d2 · Pion blanc sur case blanche g2 · Pion blanc sur case noire h2 · Roi blanc sur case noire c1 · Tour blanche sur case blanche d1 | Tour noire sur case noire d8 · Tour noire sur case noire f8 · Roi noir sur case noire h8 · Dame blanche sur case noire e7 · Pion noir sur case noire g7 · Pion noir sur case noire b6 · Pion noir sur case noire h6 · Pion noir sur case noire a5 · Pion noir sur case noire c5 · Cavalier noir sur case blanche c4 · Pion blanc sur case blanche e4 · Dame noire sur case noire f4 · Pion blanc sur case noire c3 · Pion blanc sur case blanche f3 · Cavalier blanc sur case noire g3 · Pion blanc sur case blanche a2 · Pion blanc sur case noire b2 · Tour blanche sur case noire d2 · Pion blanc sur case blanche g2 · Pion blanc sur case noire h2 · Roi blanc sur case noire c1 · Tour blanche sur case blanche d1 | Tour noire sur case noire d8 · Tour noire sur case noire f8 · Roi noir sur case noire h8 · Dame blanche sur case noire e7 · Pion noir sur case noire g7 · Pion noir sur case noire b6 · Pion noir sur case noire h6 · Pion noir sur case noire a5 · Pion noir sur case noire c5 · Cavalier noir sur case blanche c4 · Pion blanc sur case blanche e4 · Dame noire sur case noire f4 · Pion blanc sur case noire c3 · Pion blanc sur case blanche f3 · Cavalier blanc sur case noire g3 · Pion blanc sur case blanche a2 · Pion blanc sur case noire b2 · Tour blanche sur case noire d2 · Pion blanc sur case blanche g2 · Pion blanc sur case noire h2 · Roi blanc sur case noire c1 · Tour blanche sur case blanche d1 | 2 |
| 1 | Tour noire sur case noire d8 · Tour noire sur case noire f8 · Roi noir sur case noire h8 · Dame blanche sur case noire e7 · Pion noir sur case noire g7 · Pion noir sur case noire b6 · Pion noir sur case noire h6 · Pion noir sur case noire a5 · Pion noir sur case noire c5 · Cavalier noir sur case blanche c4 · Pion blanc sur case blanche e4 · Dame noire sur case noire f4 · Pion blanc sur case noire c3 · Pion blanc sur case blanche f3 · Cavalier blanc sur case noire g3 · Pion blanc sur case blanche a2 · Pion blanc sur case noire b2 · Tour blanche sur case noire d2 · Pion blanc sur case blanche g2 · Pion blanc sur case noire h2 · Roi blanc sur case noire c1 · Tour blanche sur case blanche d1 | Tour noire sur case noire d8 · Tour noire sur case noire f8 · Roi noir sur case noire h8 · Dame blanche sur case noire e7 · Pion noir sur case noire g7 · Pion noir sur case noire b6 · Pion noir sur case noire h6 · Pion noir sur case noire a5 · Pion noir sur case noire c5 · Cavalier noir sur case blanche c4 · Pion blanc sur case blanche e4 · Dame noire sur case noire f4 · Pion blanc sur case noire c3 · Pion blanc sur case blanche f3 · Cavalier blanc sur case noire g3 · Pion blanc sur case blanche a2 · Pion blanc sur case noire b2 · Tour blanche sur case noire d2 · Pion blanc sur case blanche g2 · Pion blanc sur case noire h2 · Roi blanc sur case noire c1 · Tour blanche sur case blanche d1 | Tour noire sur case noire d8 · Tour noire sur case noire f8 · Roi noir sur case noire h8 · Dame blanche sur case noire e7 · Pion noir sur case noire g7 · Pion noir sur case noire b6 · Pion noir sur case noire h6 · Pion noir sur case noire a5 · Pion noir sur case noire c5 · Cavalier noir sur case blanche c4 · Pion blanc sur case blanche e4 · Dame noire sur case noire f4 · Pion blanc sur case noire c3 · Pion blanc sur case blanche f3 · Cavalier blanc sur case noire g3 · Pion blanc sur case blanche a2 · Pion blanc sur case noire b2 · Tour blanche sur case noire d2 · Pion blanc sur case blanche g2 · Pion blanc sur case noire h2 · Roi blanc sur case noire c1 · Tour blanche sur case blanche d1 | Tour noire sur case noire d8 · Tour noire sur case noire f8 · Roi noir sur case noire h8 · Dame blanche sur case noire e7 · Pion noir sur case noire g7 · Pion noir sur case noire b6 · Pion noir sur case noire h6 · Pion noir sur case noire a5 · Pion noir sur case noire c5 · Cavalier noir sur case blanche c4 · Pion blanc sur case blanche e4 · Dame noire sur case noire f4 · Pion blanc sur case noire c3 · Pion blanc sur case blanche f3 · Cavalier blanc sur case noire g3 · Pion blanc sur case blanche a2 · Pion blanc sur case noire b2 · Tour blanche sur case noire d2 · Pion blanc sur case blanche g2 · Pion blanc sur case noire h2 · Roi blanc sur case noire c1 · Tour blanche sur case blanche d1 | Tour noire sur case noire d8 · Tour noire sur case noire f8 · Roi noir sur case noire h8 · Dame blanche sur case noire e7 · Pion noir sur case noire g7 · Pion noir sur case noire b6 · Pion noir sur case noire h6 · Pion noir sur case noire a5 · Pion noir sur case noire c5 · Cavalier noir sur case blanche c4 · Pion blanc sur case blanche e4 · Dame noire sur case noire f4 · Pion blanc sur case noire c3 · Pion blanc sur case blanche f3 · Cavalier blanc sur case noire g3 · Pion blanc sur case blanche a2 · Pion blanc sur case noire b2 · Tour blanche sur case noire d2 · Pion blanc sur case blanche g2 · Pion blanc sur case noire h2 · Roi blanc sur case noire c1 · Tour blanche sur case blanche d1 | Tour noire sur case noire d8 · Tour noire sur case noire f8 · Roi noir sur case noire h8 · Dame blanche sur case noire e7 · Pion noir sur case noire g7 · Pion noir sur case noire b6 · Pion noir sur case noire h6 · Pion noir sur case noire a5 · Pion noir sur case noire c5 · Cavalier noir sur case blanche c4 · Pion blanc sur case blanche e4 · Dame noire sur case noire f4 · Pion blanc sur case noire c3 · Pion blanc sur case blanche f3 · Cavalier blanc sur case noire g3 · Pion blanc sur case blanche a2 · Pion blanc sur case noire b2 · Tour blanche sur case noire d2 · Pion blanc sur case blanche g2 · Pion blanc sur case noire h2 · Roi blanc sur case noire c1 · Tour blanche sur case blanche d1 | Tour noire sur case noire d8 · Tour noire sur case noire f8 · Roi noir sur case noire h8 · Dame blanche sur case noire e7 · Pion noir sur case noire g7 · Pion noir sur case noire b6 · Pion noir sur case noire h6 · Pion noir sur case noire a5 · Pion noir sur case noire c5 · Cavalier noir sur case blanche c4 · Pion blanc sur case blanche e4 · Dame noire sur case noire f4 · Pion blanc sur case noire c3 · Pion blanc sur case blanche f3 · Cavalier blanc sur case noire g3 · Pion blanc sur case blanche a2 · Pion blanc sur case noire b2 · Tour blanche sur case noire d2 · Pion blanc sur case blanche g2 · Pion blanc sur case noire h2 · Roi blanc sur case noire c1 · Tour blanche sur case blanche d1 | Tour noire sur case noire d8 · Tour noire sur case noire f8 · Roi noir sur case noire h8 · Dame blanche sur case noire e7 · Pion noir sur case noire g7 · Pion noir sur case noire b6 · Pion noir sur case noire h6 · Pion noir sur case noire a5 · Pion noir sur case noire c5 · Cavalier noir sur case blanche c4 · Pion blanc sur case blanche e4 · Dame noire sur case noire f4 · Pion blanc sur case noire c3 · Pion blanc sur case blanche f3 · Cavalier blanc sur case noire g3 · Pion blanc sur case blanche a2 · Pion blanc sur case noire b2 · Tour blanche sur case noire d2 · Pion blanc sur case blanche g2 · Pion blanc sur case noire h2 · Roi blanc sur case noire c1 · Tour blanche sur case blanche d1 | 1 |
|   | a | b | c | d | e | f | g | h |   |

Le fondateur de la stratégie échiquéenne et du jeu de position, Wilhelm Steinitz, a affirmé qu'avant d'attaquer, il fallait avoir rompu l'équilibre positionnel en sa faveur. Il en découle une formulation de la planification stratégique par Cecil John Seddon (C.J.S.) Purdy :
1. exploiter les faiblesses adverses ;
2. éliminer les points forts adverses ;
3. éliminer ses propres faiblesses ;
4. exploiter ses points forts.

Wilhelm Steinitz poursuit son raisonnement en affirmant que lorsqu'un joueur a rompu l'équilibre positionnel en sa faveur (il a obtenu un avantage temporaire tel qu'un avantage de développement significatif), il doit attaquer pour convertir cet avantage temporaire en avantage durable (par exemple un gain de matériel ou la désorganisation de la structure de pions adverse) sous peine de voir l'avantage temporaire se dissiper.
En revanche, Reuben Fine a écrit que la contre-attaque était la meilleure défense. Le diagramme ci-contre en donne une illustration. Toutefois, cet exemple présente une contre-attaque victorieuse car l'attaque noire elle-même par ...Cc4? était mal fondée, ce qui laisse penser que l'avis de Reuben Fine peut souffrir des exceptions. De fait, Bruce Pandolfini fait remarquer que si l'adversaire répond à votre contre-attaque par une nouvelle contre-attaque, vous allez vous retrouver avec deux attaques contre votre camp en même temps qui risquent d'être difficiles à parer.

## L'échange des pièces
Échanger des pièces signifie capturer une pièce adverse et laisser une pièce de même valeur être capturée. Une règle générale veut que l'échange des pièces facilite la tâche du camp qui est sur la défensive et qui dispose de moins d'espace en général. François-André Danican Philidor a formulé le principe : « Si vous êtes attaqués, faites des échanges. Opposez à une pièce une pièce de même importance ».
L'échange des pièces est normalement recherché par un joueur qui dispose déjà d'un avantage matériel, puisqu'il rapproche la partie de la finale et laisse moins d'opportunités à l'adversaire de récupérer du matériel. En finale, l'avantage d'un seul pion peut s'avérer décisif.
Contre des joueurs plus forts, certains amateurs tentent d'échanger le plus de pièces possible pour simplifier la position. Cependant, les joueurs forts dominent mieux et plus sûrement la finale, alors que des erreurs en milieu de partie sont plus courantes.

## Cas de pièces particulières

### Les pions
En finale, les pions passés, c'est-à-dire ceux qui ne peuvent plus être interceptés ou bloqués dans leur avance par des pions adverses, sont forts, et en particulier s'ils sont avancés ou protégés par d'autres pions. Un pion passé sur la sixième rangée est à peu près aussi fort qu'un cavalier ou qu'un fou et va souvent décider de l'issue de la partie. Voir aussi pion isolé, pions doublés, pion arriéré, pions liés.

### Les cavaliers
Comme les cavaliers sont facilement chassés par des coups de pions, il est souvent avantageux de les placer dans des trous de la position ennemie (un poste avancé), autrement dit des cases qui ne peuvent pas être attaquées par un pion. Un tel cavalier sur la cinquième rangée est un puissant atout (sa valeur peut augmenter à 4 points au lieu de 3), et sur la sixième il peut être aussi fort qu'une tour (5 points au lieu de 3) grâce à sa capacité de sauter au-dessus des obstacles. Un cavalier sur le bord de l'échiquier ou dans un coin est affaibli de par le nombre plus faible de cases qu'il contrôle (sa valeur peut chuter à 1 point ou 2).

### Les fous
Le fou reste toujours sur la couleur de sa case initiale, et une fois qu'un fou a été échangé, les cases de la couleur correspondante sont plus difficiles à défendre. Quand cela se produit, les pions avancés sur des cases de la couleur opposée au fou restant ne gênent pas celui-ci, et les pions adverses qui leur font face sont bloqués sur une couleur où ils sont vulnérables.
Un fou en fianchetto, par exemple en g2, après une poussée g2-g3, peut s'avérer être une puissante défense du roi en g1 et exercer une pression sur la diagonale h1-a8. Après un fianchetto, l'échange du fou peut cependant affaiblir les trous créés dans la chaine de pion, et nuire à la sécurité du roi.
Les fous sont affaiblis par la présence de leurs propres pions bloqués sur leur couleur, parce qu'ils réduisent leurs mouvements.
Dans une position ouverte, la longue portée du fou le rend supérieur au cavalier, en particulier en finale. S'il existe des pions passés dans chaque camp, le joueur avec le fou a de meilleures chances de gain que celui avec le cavalier. On considère également que deux fous sont plus puissants que deux cavaliers dans une partie ouverte et lors de la finale.

### Les tours
Les tours ont plus de liberté de mouvement sur les colonnes semi-ouvertes, c'est-à-dire les colonnes qui n'ont pas de pion de leur propre couleur. Sur l'avant-dernière rangée elles peuvent être très puissantes car elles attaquent des pions qui ne peuvent être protégés que par d'autres pièces, et elles bloquent le roi adverse sur la dernière rangée. Une paire de tours sur la septième rangée est souvent l'indication d'une position gagnante.
En milieu de partie et en finale avec un pion passé, la règle de Tarrasch dit que les tours sont plus efficaces derrière que devant le pion, que ce soit un pion adverse ou non.

### La dame
La dame est la pièce la plus puissante. Elle dispose de la plus grande mobilité et peut créer plusieurs menaces simultanées. C'est pour cette raison que des attaques de mat sont plus faciles à réaliser avec une dame. Il est généralement conseillé d'attendre le développement des cavaliers et des fous avant de développer la dame pour éviter qu'elle fasse l'objet d'attaques par des pièces légères avec perte de tempo.

### Le roi
Pendant le milieu de partie, le roi est souvent le mieux protégé dans un coin derrière ses pions. Si les tours et la dame quittent la première rangée, le roi devient cependant vulnérable au mat du couloir. Avancer l'un des pions devant le roi peut créer une case d'échappatoire, mais aussi une faiblesse dans la position du roi.
Le roi est une pièce défensive en milieu de partie, mais il devient une pièce offensive en finale, dès que l'échiquier ne contient plus de pièce et que le but est la promotion des pions, ou même dans certains cas, quand il ne reste qu'une ou deux pièces mineures. Dans cette phase de jeu, les manœuvres du roi ont une importance essentielle. Avec le matériel réduit, un mat rapide n'est plus vraisemblable, et le déplacement du roi vers le centre de l'échiquier lui donne plus de possibilités de porter des menaces et d'influencer le jeu. Par exemple, dans certains cas un roi peut arrêter un pion passé adverse sur le point de se promouvoir.

## L'apport de Max Euwe
Max Euwe a étudié la formation d'un jugement sur les positions et l'élaboration d'un plan dans un ouvrage devenu un classique : Jugement et plan. Il y isole notamment les thèmes suivants :
1. la majorité de pions sur l'aile-Dame (en vue de la percée d'un pion) ;
2. l'attaque violente de pièces ou de pions sur l'aile-Dame ;
3. Cavalier contre « mauvais » Fou ;
4. affaiblissement de l'aile-Roi adverse et exploitation de faiblesses dans le roque ennemi ;
5. attaque sur un roque encore intact ;
6. pions faibles ;
7. cases fortes ;
8. colonnes ouvertes.

## L'apport d'Emanuel Lasker
Dans son ouvrage Lasker's Manual of Chess (1927), Emanuel Lasker a rendu un vibrant hommage aux théories de l'homme qu'il avait vaincu en championnat du monde : l'autrichien Wilhelm Steinitz, premier champion du monde officiel.

Mais dans ce livre, qui a été un best-seller majeur pendant plus de soixante ans, Lasker ne s'est pas contenté d'exposer de manière très claire les idées de Steinitz ; il a aussi formulé des principes généraux à tendance philosophique — Lasker était aussi philosophe — sur les situations de lutte. Il a ainsi mis en avant le concept avancé de « principe de proportion ». La formulation de ce dernier est la suivante : 

« L'objectif d'une attaque doit être en proportion de l'avantage sur lequel est basé le plan de cette attaque »

Lasker donne l'exemple d'un joueur qui surestime sa position et cherche à obtenir un gain forcé, là où il ne peut prétendre qu'à l'accumulation d'un petit avantage. Pour Lasker, « jouer pour le gain » devient alors « jouer pour perdre », comme l'a formulé Siegbert Tarrasch.
Dans son ouvrage antérieur Le bon sens aux échecs (1895), Lasker avait déjà formulé le principe selon lequel la défense doit être proportionnée à l'attaque, et pas plus (principe d'« économie de moyens »).

## Citations
Quelques citations de grands champions sur la stratégie :

« Quand vous voyez un bon coup, attendez, et cherchez-en un encore meilleur. »

— Emanuel Lasker

« La stratégie requiert de la réflexion, la tactique requiert de l'observation. »

— Max Euwe

« Jouer selon les manuels est bien, jusqu'à un certain niveau. Peut-être jusqu'au niveau de maître, mais pas pour les grands maîtres. »

— Vladimir Kramnik
et une citation comparative humoristique, d'un spécialiste éclairé :

« La tactique consiste à savoir ce qu'il faut faire quand il y a quelque chose à faire. La stratégie consiste à savoir ce qu'il faut faire quand il n'y a rien à faire. »

— Xavier Tartakover